# Lungo cammino verso la libertà

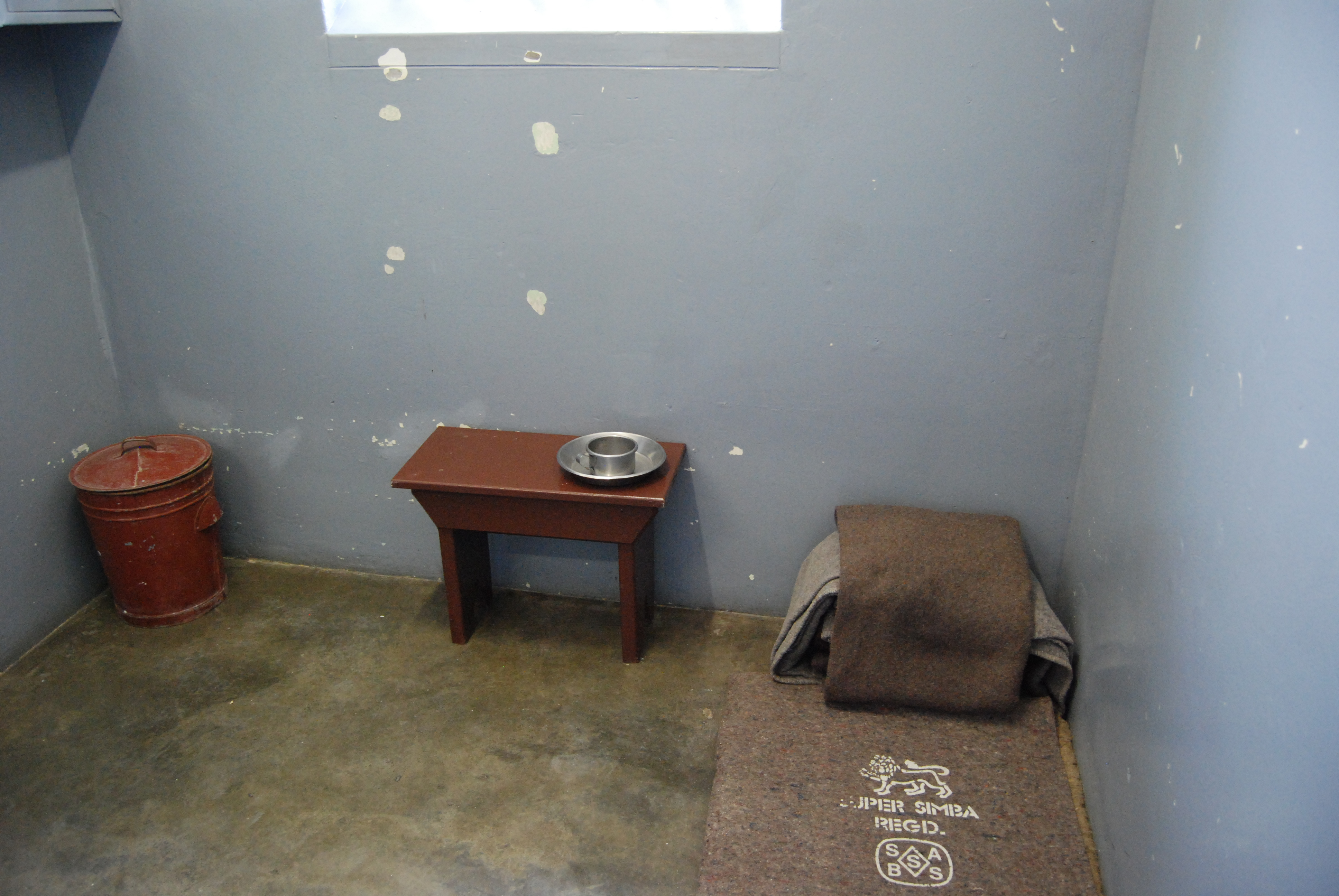
La cella di Mandela a Robben Island, dove gran parte dell'opera venne preparata

Lungo cammino verso la libertà (Long Walk to Freedom, 1995) è un'opera autobiografica scritta da Nelson Mandela, leader del movimento anti-apartheid in Sudafrica e primo presidente del Sudafrica dopo la caduta del regime segregazionista. Il libro ripercorre la vita di Mandela dall'infanzia nel Transkei fino al periodo immediatamente successivo la scarcerazione. Gran parte del materiale fu preparata da Mandela durante i suoi 27 anni di carcere a Robben Island e in altri istituti carcerari del Sudafrica.

## Edizioni
- Nelson Mandela, Lungo cammino verso la libertà, Feltrinelli, 1995, ISBN 88-07-17000-0.
- Nelson Mandela, Lungo cammino verso la libertà, 8ª ed., Feltrinelli, 2004, ISBN 88-07-81369-6.